# Yukiyo Mine
Yukiyo Mine, född den 26 januari 1988 i Nagasaki, är en japansk softbollspelare.
Hon tog OS-guld vid de olympiska softboll-turneringarna vid olympiska sommarspelen 2008 i Peking.